# Rio Warunta
Warunta é um rio localizado no território de Honduras, na América Central.